# Elecciones estatales de Baja Sajonia de 1994

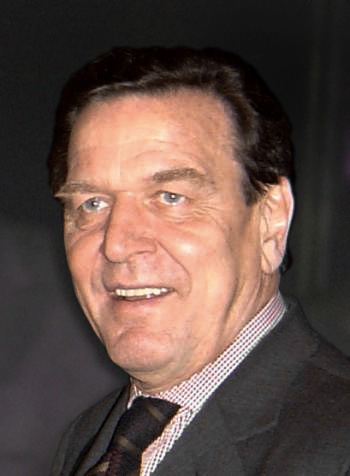
Gerhard Schröder, candidato del SPD.

Las Elecciones estatales de Baja Sajonia de 1994 se llevaron  a cabo el 13 de marzo de 1994.

## Antecedentes
En la elección parlamentaria de 1990, el SPD había obtenido una mayoría junto a Los Verdes y había reemplazado al primer ministro Ernst Albrecht (CDU).
Albrecht, primer ministro desde 1976, entregó su cargo a Gerhard Schröder el 21 de junio de 1990.
La coalición de Schroeder fue el tercer gobierno rojo-verde en el ámbito estatal, después de Hesse (1985) y Berlín (1989).
Para estas elecciones, el SPD volvió a postular con Gerhard Schröder, y el candidato de la CDU, por primera vez, fue Christian Wulff. La candidata de los Verdes fue Andrea Hoops, mientras que el FDP postuló con Stefan Diekwisch.

## Resultados
El SPD obtuvo sólo 0,02 puntos porcentuales más; no obstante, recibió una muy delgada (81 de 161 escaños) mayoría absoluta de mandatos parlamentarios. El SPD formó un gobierno en mayoría; Gerhard Schröder fue reelegido como primer ministro.
Christian Wulff, el candidato de la CDU para el puesto de primer ministro, se convirtió en líder de la oposición en el Parlamento.
| Partido           | Votos directos | Votos directos | Votos directos | Votos de lista | Votos de lista | Votos de lista |
| Partido           | Votos          | %              | Mand. directos | Votos          | %              | Escaños        |
| ----------------- | -------------- | -------------- | -------------- | -------------- | -------------- | -------------- |
| SPD               | 1.971.557      | 46,60          | 81             | 1.880.623      | 44,26          | 81             |
| CDU               | 1.610.098      | 38,05          | 19             | 1.547.610      | 36,42          | 67             |
| GRÜNE             | 293.837        | 6,94           |                | 314.344        | 7,40           | 13             |
| FDP               | 174.743        | 4,13           |                | 188.691        | 4,44           |                |
| REP               | 95.902         | 2,27           |                | 159.026        | 3,74           |                |
| STATT Partei      | 43.803         | 1,04           |                | 55.605         | 1,31           |                |
| Graue             | 2.304          | 0,05           |                | 20.581         | 0,48           |                |
| Neue Statt Partei |                |                |                | 19.361         | 0,46           |                |
| NPD               | 2.562          | 0,06           |                | 9.430          | 0,22           |                |
| UWN               | 11.140         | 0,26           |                | 8.819          | 0,21           |                |
| LLN               | 1.429          | 0,03           |                | 8.176          | 0,19           |                |
| PBC               | 908            | 0,02           |                | 8.152          | 0,19           |                |
| Öko-Union         | 1.541          | 0,04           |                | 7.902          | 0,19           |                |
| Naturgesetz       | 431            | 0,01           |                | 7.325          | 0,17           |                |
| Die Unabhängigen  | 4.000          | 0,09           |                | 4.906          | 0,12           |                |
| ÖDP               | 3.093          | 0,07           |                | 4.347          | 0,10           |                |
| Mitte             | 5.155          | 0,12           |                | 4.123          | 0,10           |                |
| DP                | 2.263          | 0,05           |                |                |                |                |
| CM                | 1.232          | 0,03           |                |                |                |                |
| BüSo              | 456            | 0,01           |                |                |                |                |
| WIR               | 136            | 0,00           |                |                |                |                |
| Independientes    | 4.411          | 0,10           |                |                |                |                |
| Total             | 4.231.001      |                | 100            | 4.249.021      |                | 161            |